# San Francisco (Antioquia)
San Francisco è un comune della Colombia facente parte del dipartimento di Antioquia.
Il centro abitato venne fondato nel 1830, mentre l'istituzione del comune è del 16 febbraio 1986.